# Kjetil Undset
Kjetil Undset (* 24. August 1970 in Stavanger) ist ein ehemaliger norwegischer Ruderer, der zwei olympische Silbermedaillen gewann.

## Sportliche Karriere
Bei den Weltmeisterschaften 1990 belegte Undset im Doppelvierer den zehnten Platz. Im Jahr darauf trat er bei den Weltmeisterschaften zusammen mit Per Sætersdal im Doppelzweier an und belegte den vierten Platz. Bei den Olympischen Spielen 1992 saßen die Doppelzweier-Weltmeister von 1989 Rolf Thorsen und Lars Bjønness zusammen mit Undset und Sætersdal im Doppelvierer und erkämpften Silber hinter dem deutschen Doppelvierer. 
Ab 1993 trat der 2,01 m große Undset im Einer an, bei den Weltmeisterschaften 1993 belegte er den siebten Platz, 1994 ruderte er auf den 15. Platz. 1995 bildeten Kjetil Undset und Steffen Størseth einen Doppelzweier, mit dem sie bei den Weltmeisterschaften die Bronzemedaille hinter den Booten aus Dänemark und Deutschland gewannen. Im Jahr darauf siegten bei den Olympischen Spielen 1996 die Italiener Davide Tizzano und Agostino Abbagnale vor Størseth und Undset. Auch bei den Weltmeisterschaften 1997 und 1998 erhielten die beiden Norweger die Silbermedaille, in beiden Jahren siegten die deutschen Andreas Hajek und Stephan Volkert. 1999 wechselten Størseth und Undset in den Vierer ohne Steuermann, mit dem sie bei zwei Regatten im Ruder-Weltcup den zweiten Platz belegten, bei den Weltmeisterschaften 1999 kam der norwegische Vierer als fünftes Boot ins Ziel. Bei Undsets letztem Olympiastart  2000 in Sydney erreichte der norwegische Vierer den neunten Platz.